# Nous rêvions juste de liberté
Nous rêvions juste de liberté est un roman d'aventures de l'écrivain français Henri Lœvenbruck et édité par Flammarion en 2015.

## Synopsis
Le livre fait le récit des aventures d'Hugo Felida dit Bohem au travers sa jeunesse et son road trip aux États-Unis.